# シンガポール金融管理局
シンガポール金融管理局（シンガポールきんゆうかんりきょく）もしくはシンガポール通貨金融庁は、シンガポールの通貨当局、中央銀行である。英称はMonetary Authority of Singaporeで、略称はMAS。外為基金の管理や、銀行など金融業に対する監督、通貨制度の維持が主な任務である。
1971年1月1日にシンガポール金融法が制定し、創設された。

## 歴史
MASは、銀行・金融に関連する様々な金融機能を監督するために1971年に設立された。
設立前は、金融機能は政府の各省庁が担っていた。
名前の頭文字MASはシンガポールの公用語であるマレー語の「金」を意味する「mas」に似ているが、発音は異なる。
シンガポールの発展に伴い、複雑化する銀行・金融環境は、よりダイナミックで首尾一貫した金融行政を必要とした。
そのため、1970年にシンガポール議会はシンガポール通貨庁法を可決し、1971年1月1日にMASが設立された。
この法律は、シンガポールの金融政策、銀行、および金融のすべての要素を規制する権限をMASに与えている。
COVID-19パンデミック時の2020年には、MASは年2回の会合を4月から3月30日に前倒しした。
MASは、シンガポールドルの上昇率を0％に緩和するとともに、世界金融危機以来初めて政策金利帯を下方修正することを決定した。MASがこの2つの措置を併用するのは初めて。

## 方針
シンガポールには政策金利が存在せず、金融政策では実質政府が為替変動のコントロールを行っている。

## 紙幣と硬貨の発行
2002年にシンガポール通貨理事会（BCCS; Board of Commissioners of Currency, Singapore）と統合して以降は同国の法定通貨であるシンガポールドルの発行主体である。

## 関連事項
- 中央銀行